# Ladimirevci
Ladimirevci su naselje u sastavu Grada Valpova u Osječko-baranjskoj županiji na desnoj obali rijeke Karašice. Ovdje se nalazi jedno od dva Dječja sela u Hrvatskoj.

## Povijest
Prema legendi, Ladimirevci su dobili ime po grobu koji je bio na ulazu u selo, na kojem je pisalo "LAD I MIR EVCI". No, vjeruje se da su Ladimirevci dobili ime po starom imenu Ladimir, jer su mnoga okolna sela sa završetkom na -vci dobivala nazive po osobnim imenima, kao na primjer Ivanovci, Harkanovci, Petrijevci.
Naselje nastalo iz sadašnjeg sela Ladimirevci, prvi put se spominje 1333.g. 1392.g. naselje djelomično je u smjeru Karašice preselio ovdje i dobio svoje sadašnje ime.
Bilo je 1.543 zarobljenih Ladimirevčana od strane Turaka. Osvojili su Valpovačko područje i održavali ga za sljedeće 144 godine u svom posjedu. Na prijelazu 17. do 18. st. održavaju se jake migracije, tek nakon 1702. godine stabilizirana je struktura stanovništva u Ladimirevcima, iz ovog razdoblja su stara prezimena kao Precice, Kučinac, Vujnovac, Sušić i Ivanović. 1721.g. cijelo područje je dodijeljeno kao vlasništvo baruna PA Hillerprand Prandau. Lokalni poljoprivrednici su postali Kmetovi obitelji Prandau-Norman. Kmetstvo je ukinuto 1848. godine od strane bana Josipa Jelačića. Od 1945.g., komunističke su vlasti, prethodno postojeće društvene i financijske okolnosti iz temelja promijenile.
Prije 2. svjetskog rata Nijemci su činili 16% stanovništva u Ladimirevcima.
Kraj 2. svjetskog rata označio je početak egzodusa ladimirevačkih obitelji njemačkog podrijetla. Nijemcima je tada oduzeta sva imovina pa su u njihove kuće useljeni partizanski suradnici ili novodoseljeni kolonisti. Još se tijekom rata u selo doselilo nekoliko obitelji iz Bosne i jedna obitelj iz Hercegovine, ali je pravi val doseljavanja u Ladimirevce počeo 1946. godine dolaskom 23 obitelji kolonista Zagoraca. Nakon godina socijalizma i kolektivizacije od 1945. do 1953. godine, Ladimirevčani su mjesto uspjeli razvijati samo od 1960. pa na dalje te je 1963. godine naelektrizirano. Prekretnicu u razvoju sela označilo je osnivanje mjesne zajednice 1964. godine. Prvi predsjednik bio je Mirko Blažević. Nakon njega ovu su dužnost obavljali Stjepan Ivanović, Pavo Ivanović, Stjepan Novogradac, Đuro Zemljak, Stjepan Zajček, Nedjeljko Pušić i Adam Iraček. U mjestu je nastavljenja izgradnja cesta, nogostupa i niskonaponske mreže po ulicama, 1980. godine Ladimirevčani su u mjestu, dobrovoljnim radom, doveli telefonsku liniju sa 75 brojeva. Godine 1981. u središtu mjesta je sasađen park, dok je 1983. dograđen i preuređen vatrogasni dom, a 1984. dovršen je prostor "Ladimirevačkog omladinskog kluba". Godine 1988. izgrađena je Kuća oproštaja na Ladimirevačkom groblju.
Radovi na izgradnji osnovne škole započeli su 1989. godine, a već u kolovozu 1991. je prošla tehnički pregled. Službeno je otvorena u rujnu 1992. godine. Zgrada je izgrađena uglavnom dobrovoljnim radom Ladimirevčana. Bile su to zlatne godine zajedničkog napora zajednice koja se ujedinila na zajedničkom cilju.
Prvi napadi od strane srbočetničke armije na Ladimirevce zabilježeni su početkom kolovoza 1991. godine. Sukladno naredbi predsjednika dr. Franje Tuđmana, 10. kolovoza 1991. u selu formiran odred Narodne zaštite u koji se uključuje stotinjak mještana. U studenome iste godine, pedesetak pripadnika ovog odreda popunilo je redove 107. brigade hrvatske vojske. Netom dovršena školska zgrada poslužila je u jesen i zimu 1991. i 1992. godine za smještaj zapovjedništva 107. brigade hrvatske vojske. Za sudjelovanje u Domovinskom ratu Spomenicom domovinskog rata odlikovano je 132 pripadnika Narodne zaštite u Ladimirevcima. 
Tijekom ratnih djelovanja u Domovinskom ratu svoje živote za Domovinu su položili Ladimirevčani Branko Križanec, Pavo i Vladimir Zemljak te Stjepan Halapir.
Plinifikacija mjesta je započela 1994. godine. Iste je godine selo dobilo kroniku Darka Grgića "Ladimirevci: Drevno slavonsko mjesto". Iste je godine i obnovljena rimokatolička župa jer su vjernici u međuvremenu vlastitim radom i novcem podigli župni stan.
Dana 25. svibnja 1997. Osnovano je SOS Dječje selo Ladimirevci koje je bilo u skladu s Lekenikom, drugim u Hrvatskoj. Ovo su priznanje mještani dočekali kao ohrabrenje i poticaj za očuvanje tradicije, kulture i duhovne vrijednosti ovog područja.

## Stanovništvo
Prema popisu stanovništva 2011., u naselju je živjelo 1.587 stanovnika.
| broj stanovnika | 943   | 932   | 871   | 975   | 1222  | 1322  | 1336  | 1297  | 1283  | 1343  | 1466  | 1441  | 1377  | 1449  | 1662  | 1587  | 1290  |
|                 | 1857. | 1869. | 1880. | 1890. | 1900. | 1910. | 1921. | 1931. | 1948. | 1953. | 1961. | 1971. | 1981. | 1991. | 2001. | 2011. | 2021. |

## Uprava
Posljednji predsjednik mjesnog odbora Ladimirevci bio je Miro Pušić. Vijeće mjesnog odbora imalo je 9 članova. Mjesni odbori ukinuti su 2023. godine u cijelome Valpovu zbog nefunkcionalnosti.

## Zanimljivosti
Svake prve subote u prosincu održavaju se poznati Ladimirevački divani gdje sudjeluju mnoge poznate osobe, a među ostalim tu su i Slavonske Lole, Filip Šovagović, Anja Šovagović-Despot i mnogi drugi. Prvi Ladimirevački divani održani su 1989. godine. 
Memorijal Fabijana Šovagovića održava se tjedan iza Uskrsa svake godine. 
- 2008. – 26. ožujka - 30. ožujka;
- 2009. – 17. travnja - 19. travnja;
- 2010. – 9. travnja - 18. travnja.

## Kultura
Ladimirevačka župa, Uzvišenje svetog Križa, osnovana je 1994. Trenutni župnik je vlč. Franjo Bodonji. 
Oko 85% stanovništva oglasilo se kao rimokatolici.
Kulturno umjetničko društvo "Šokadija" Ladimirevci nastupa širom Hrvatske i Mađarske.
Radnja filma Sokol ga nije volio se odvija u Ladimirevcima.

## Šport
- NK Slavonac Ladimirevci - 1. ŽNL Osječko-baranjska
- ŽNK Slavonka Ladimirevci - 2. HNL za žene - istok
- Stolnoteniski klub Munja Ladimirevci
- Šahovski klub L.A. Top Ladimirevci
  - Memorijal Fabijana Šovagovića[9]
- HNK Ladimirevci - 3. ŽNL NS Valpovo

## Poznate osobe
- Fabijan Šovagović - kazališni i filmski glumac

## Skupine i udruge
- Udruga "Mladi poduzetnik",
- Udruga "Mladih LA",
- UŠR "Amur",
- LD "SRNJAK",
- KUD "Šokadija",
- Udruga "Sv. Vinka Paulskog",
- Umirovljenička zadruga Ladimirevci,
- MK "Faust"

## Vanjske poveznice
- Darko Grgić: "Ladimirevci: Drevno slavonsko selo" (1994).

- Ladimirevci.info  Arhivirana inačica izvorne stranice od 22. siječnja 2012. (Wayback Machine)
- Fabijan Šovagović
- SOS Dječja sela
- Državni zavod za statistiku